# Mnicha nizinna
Mnicha nizinna (Myiopsitta monachus) – gatunek średniej wielkości ptaka z rodziny papugowatych (Psittacidae), pochodzący z Ameryki Południowej, obecnie introdukowany w wielu rejonach świata. Szeroko rozpowszechniony na terenach zurbanizowanych. W niektórych krajach uważany za szkodnika upraw. Obok aleksandretty obrożnej jest to najlepiej przystosowany do chłodnego klimatu gatunek papugi. Mnichy budują wielkie, zbiorowe gniazda na drzewach lub słupach energetycznych i oświetleniowych. Bywają trzymane jako zwierzęta domowe. Wyhodowano kilka odmian kolorystycznych.

## Taksonomia
Epitet gatunkowy monachus jest rodzajem męskim rzeczownika „mnich” w łacinie. Wyróżnia się 3 podgatunki: 
- M. monachus cotorra – południowo-wschodnia Boliwia, południowa Brazylia, Paragwaj i północno-zachodnia Argentyna;
- M. monachus monachus – południowo-wschodnia Brazylia, Urugwaj i północno-wschodnia Argentyna;
- M. monachus calita – zachodnia Argentyna.

Klasyfikowana obecnie jako osobny gatunek mnicha górska (Myiopsitta luchsi) była dawniej uznawana za podgatunek M. monachus.

## Cechy gatunku
Ubarwienie

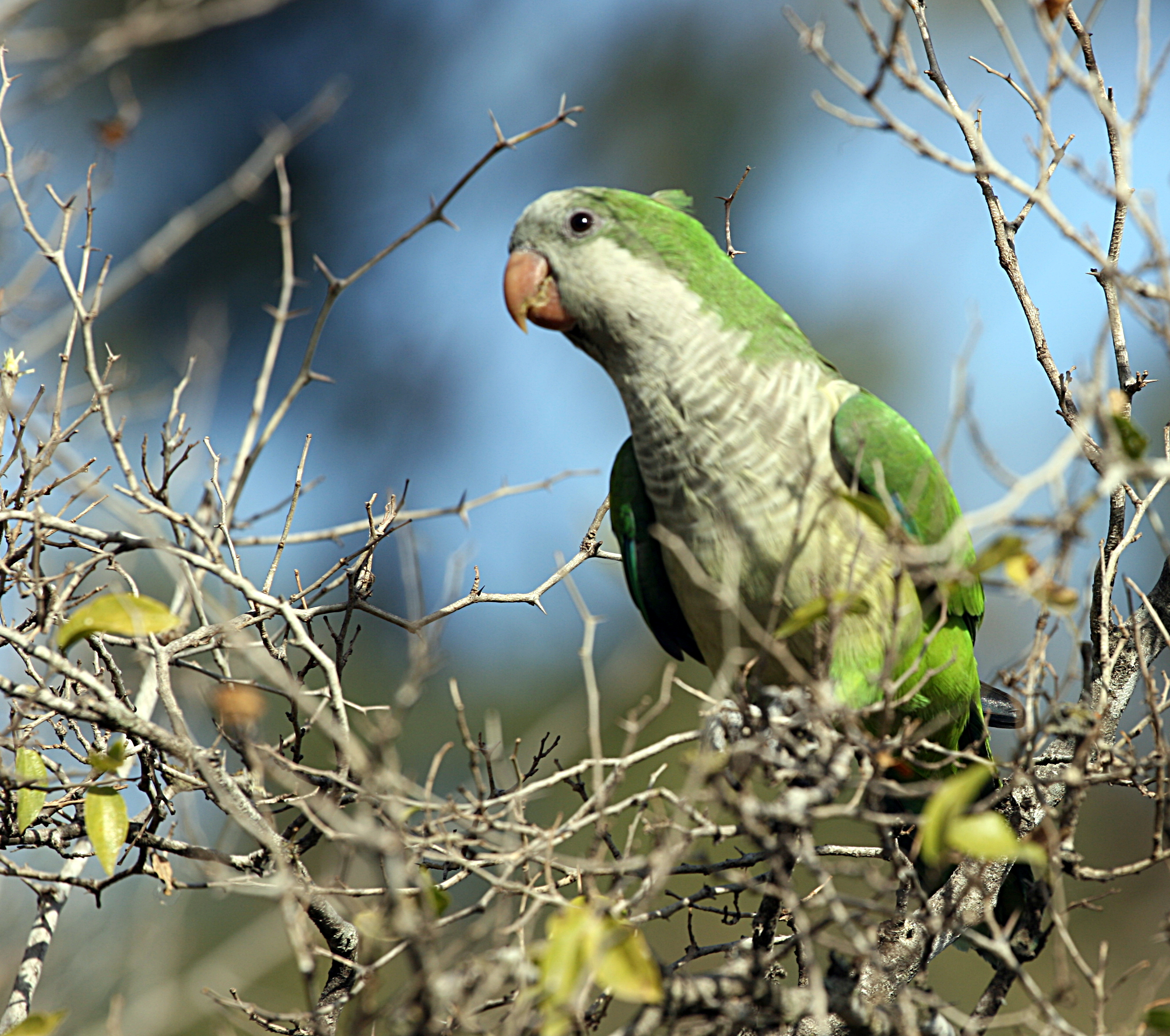
Mnicha nizinna w zoo w Argentynie

W stanie dzikim typowe umaszczenie jest zielono-szare z niebieskimi końcówkami skrzydeł i pomarańczowym dziobem. Szare są: czoło, policzki oraz pierś. W wieku dorosłym na piersi samców pojawia się ciemniejszy wzór. Reszta ciała (z wyjątkiem niebieskich lotek pierwszorzędowych) jest zielona, przy czym zewnętrzne strony ud są jasnozielone lub żółtawe. W niewoli wyhodowano kilka odmian kolorystycznych, np. białą (albinotyczną), lutino (żółtą), cynamonową i niebieską.
Wymiary
- długość ciała: ok. 29 cm
- rozpiętość skrzydeł: ok. 45 cm
- masa ciała: ok. 90–150 g

Samice nieco mniejsze od samców, ale rozróżnienie płci jest bardzo trudne bez dokładniejszych badań. Skrzydło samca ma długość 155 mm, a samicy 151 mm.
Długość życia
15–20 lat. W niewoli niekiedy nawet 30 lat.

## Pożywienie
Żywią się różnymi nasionami, jagodami i innymi owocami, młodymi pędami i kwiatami drzew oraz owadami i ich larwami. W okresie lęgowym ważnym składnikiem są nasiona ostów. Można podawać im nawet jajko, które zapewni im większą ilość białka. Mnicha jak każda papuga powinna mieć zapewniony duży dostęp do witamin.

## Występowanie
Naturalny zasięg występowania obejmuje obszary Ameryki Południowej o klimacie subtropikalnym i umiarkowanym (Argentyna, Paragwaj, Urugwaj, Boliwia oraz południowy skrawek Brazylii). Gatunek został introdukowany w wielu rejonach świata i obecnie żyje dalej na północ Brazylii, a także w Portoryko, na Bermudach, Bahamach, w ośmiu stanach USA, Wielkiej Brytanii, Hiszpanii, na Gibraltarze, w Belgii, Izraelu i Japonii. Na niektórych obszarach uważany za poważnego szkodnika upraw. Dobrze się przystosowała do życia w miastach.
W stanie naturalnym mnicha nizinna zamieszkuje niezbyt zwarte tereny lesiste. Dogodne warunki znajduje dla siebie na plantacjach eukaliptusów. Liczne populacje występują na terenach zurbanizowanych, gdzie występuje obok gołębi czy szpaków. Obok aleksandretty obrożnej jest to najlepiej przystosowany do chłodnego klimatu gatunek papugi. Zdziczałe kolonie występują m.in. w Nowym Jorku, New Jersey, Cincinnati, Louisville, Connecticut, w stanie Waszyngton oraz Rhode Island.

## Lęgi

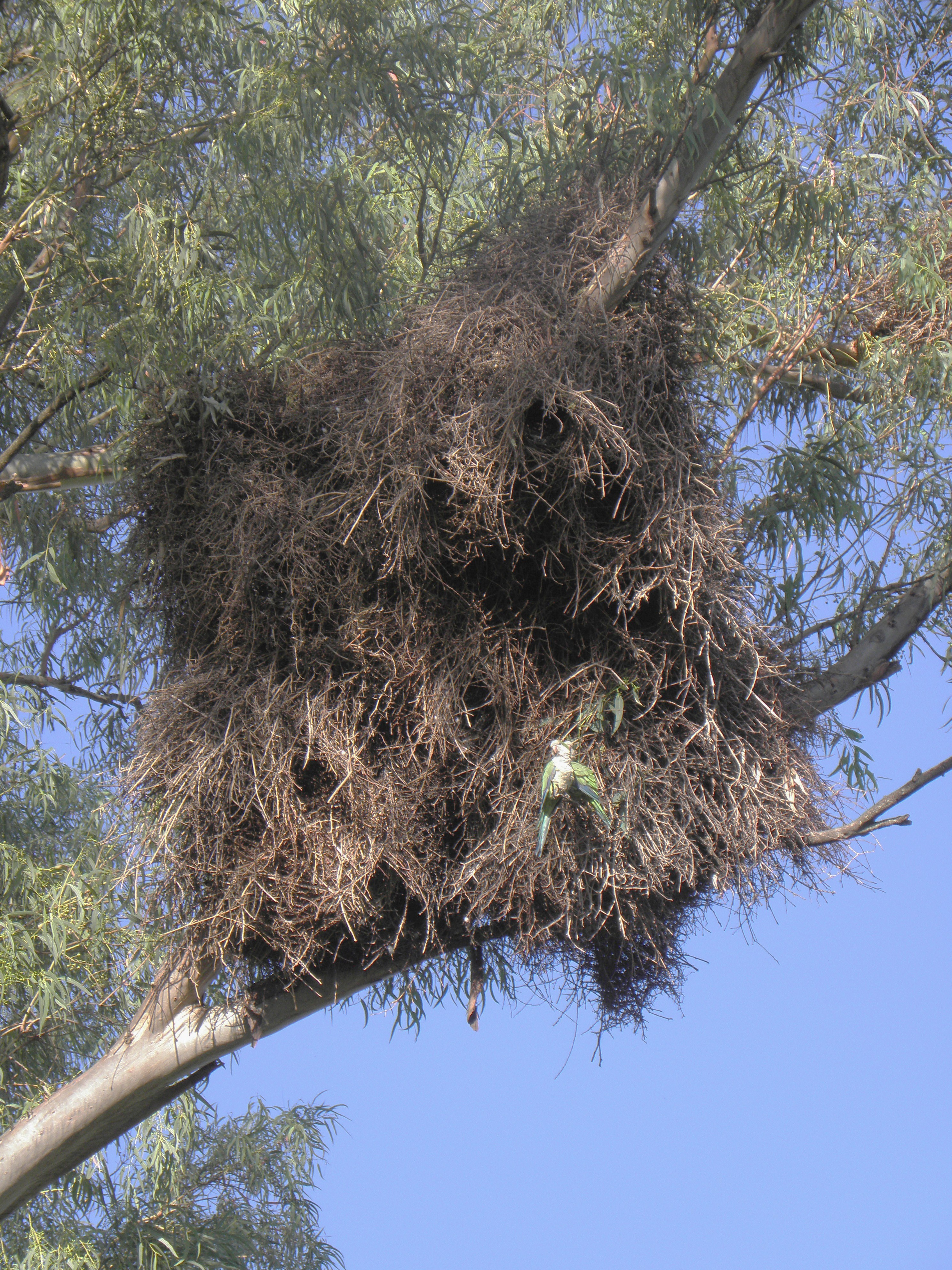
Ogromne gniazdo mnich

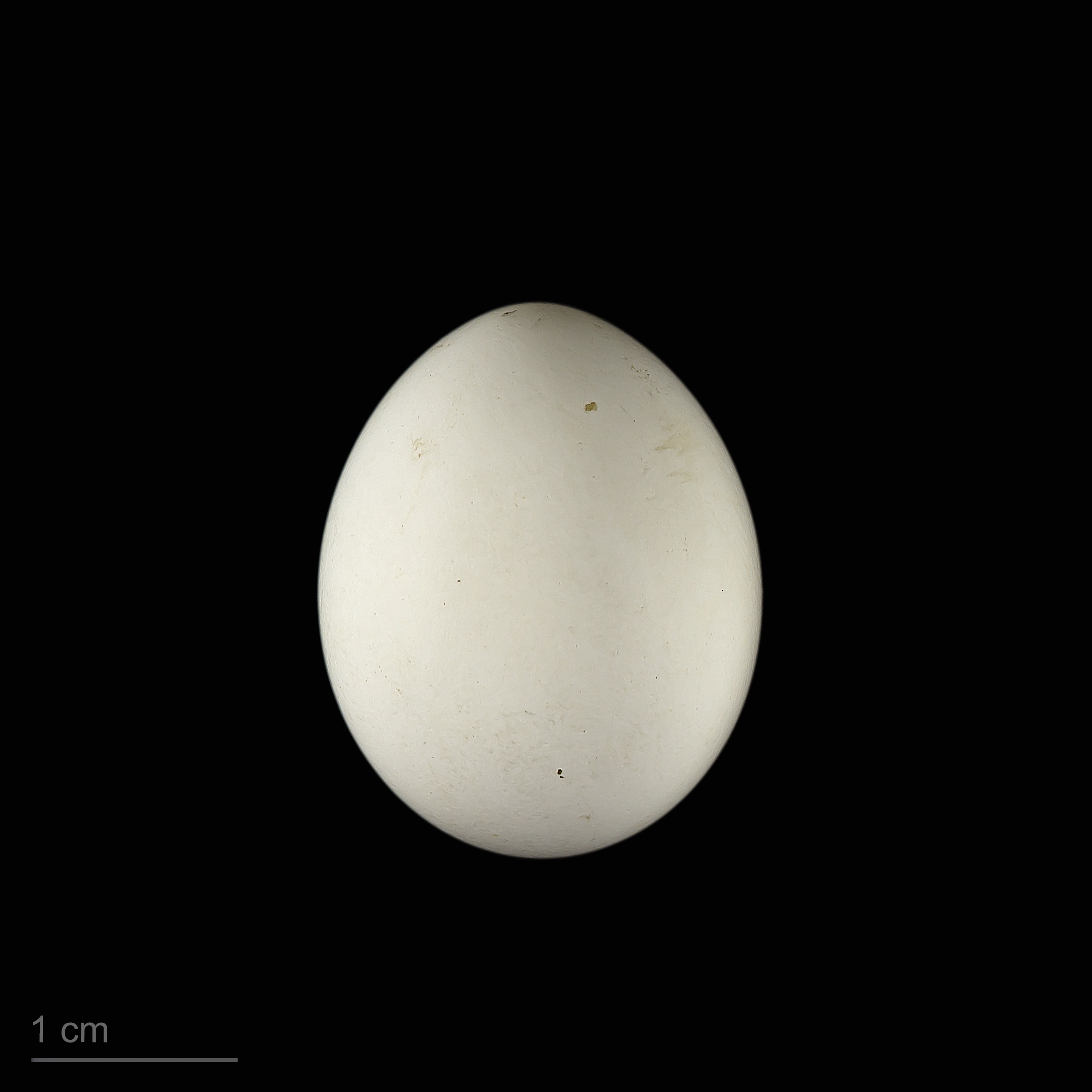
Jajo z kolekcji muzealnej

Mnicha jest jedyną papugą budującą gniazda. Inne gatunki wykorzystują dziuple i jamy. Co więcej, są to zbiorowe gniazda służące całej kolonii. Budują je z długich (do 60 cm) i odpowiednio grubych (5–10 mm) patyczków. Najpierw powstaje jedno kuliste gniazdo, a następnie inne osobniki dobudowują do niego kolejne z osobnymi wejściami. Takie konstrukcje przekraczają niekiedy 3 m średnicy i masę ponad 200 kg. Czasami wybudowanie takiego gniazda trwa nawet 3 miesiące. Poza sezonem lęgowym służą ptakom jako miejsce noclegu. Zazwyczaj takie gniazdo mieści się na szczycie drzewa, słupa energetycznego czy oświetleniowego.
Okres lęgowy trwa od listopada do marca. Samica składa 1–11 białych jaj, które wysiaduje przez 22–26 dni. Pisklęta są w gnieździe przez ok. 6 tygodni. W tydzień po opuszczeniu gniazda samodzielnie zdobywają pokarm.

## Hodowla
Podstawowe wymaganiaMnicha nizinna jest rozmowna, ale żeby nauczyć ją mówić, trzeba z nią spędzać dużo czasu. Jak każda konura potrafi wydawać z siebie nieprzyjemne dla człowieka dźwięki, jednakże przy dobrym wychowaniu ptak zatraca piskliwe odgłosy, zastępując je dźwiękami z otoczenia. Jeżeli chcemy utrzymywać tę papugę w wolierze, to powinna ona być zbudowana z metalu, gdyż te ptaki niszczą drewniane i plastikowe elementy. Najlepiej trzymać je w grupie od 3–5 par. Są stosunkowo odporne na zimno i mogą przebywać na zewnątrz cały rok, jeżeli zapewnimy im ochronę przed wiatrem, deszczem i śniegiem. Jednak w czasie naprawdę mroźnych zim lepiej będzie im we wnętrzu. Wolierę powinno się zaopatrzyć w powieszoną pod sufitem półkę, aby mogły tam zbudować swoje gniazda. W marcu należy im wrzucać do woliery patyczki. Zdarza się, że wyprowadzają 2 lęgi w roku.
Wybrane mutacje
- Mutacja szara. Ptak jest całkowicie szary, z jaśniejszym brzuchem, gardłem i pokrywami podogonowymi, a także brzegami lotek pierwszorzędowych.
- Mutacja biała. Ptak jest całkowicie biały. Oczy, nogi i dziób są takie same, jak w naturze.
- Mutacja niebieska. Ptak jest niebieski, z ciemnymi lotkami pierwszorzędowymi. Brzuch, gardło i pokrywy podogonowe są jaśniejsze. Dziób jest różowy.
- Mutacja lutino. Ptak jest cały żółty, ale lotki pierwszorzędowe są białe, a pierś, gardło i brzuch jasnożółtokremowe. Ogon jest też nieco jaśniejszy.

## Status
Międzynarodowa Unia Ochrony Przyrody (IUCN) uznaje mnichę nizinną za gatunek najmniejszej troski (LC – least concern) od 2014 roku, kiedy to zaakceptowano taksonomiczny podział gatunku. Liczebność populacji nie została oszacowana, ale ptak ten opisywany jest jako pospolity, a nawet bardzo liczny. Trend liczebności populacji na wolności uznaje się za wzrostowy, gdyż degradacja środowiska powoduje powstanie nowych, odpowiednich dla tego gatunku siedlisk.